# Скорбященская церковь (Брейтово)
Храм во имя иконы Божией Матери «Всех скорбящих Радость» — утраченный православный храм в селе Брейтово Ярославской области. Был построен на народные пожертвования на въезде в село рядом с кладбищем в 2002 году. Уничтожен пожаром три года спустя.
Церковь являлась не только достопримечательностью и украшением села, но и была самым посещаемым храмом района. По большим праздникам большинство жителей собиралось в нём. Здесь принимали крещение взрослые и младенцы.

## Авторы проекта
Проект одноглавого деревянного храма с колокольней взят в Троице-Сергиевой Лавре. Выбирали проект иерей Георгий Филимонов и председатель Общественной Благотворительной Организации «В честь Пресвятой Богородицы» Галина Семёновна Семёнова.

## Строительство храма

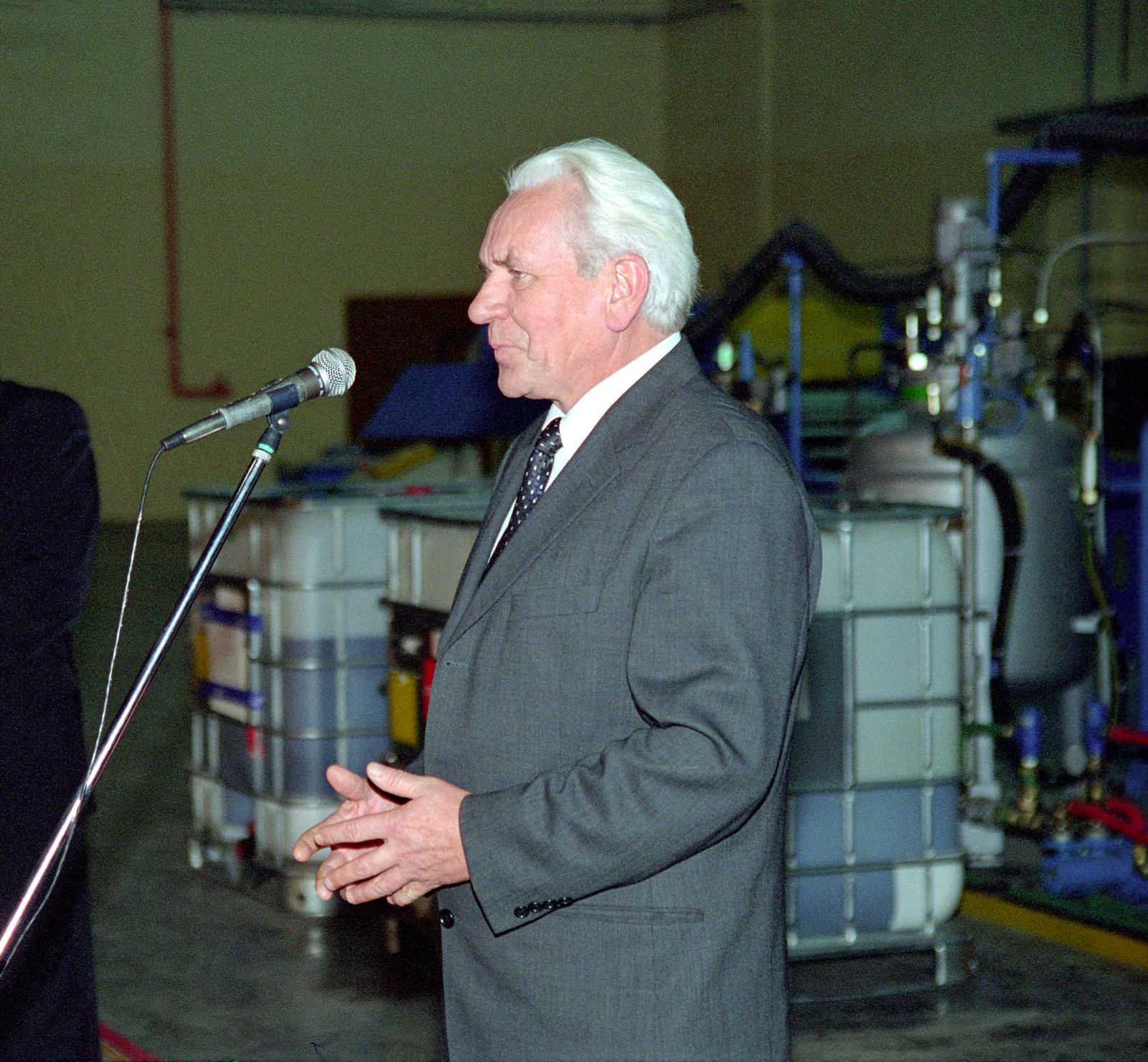
Анатолий Александрович Баракин

Строительство храма началось в 1998 году с освящения фундамента и закладки первого камня, молебен на освящение фундамента провел иерей Георгий Филимонов по благословению архиепископа Ярославского и Ростовского Михея. Тогда же была построена и освящена часовня на кладбище рядом со строящимся храмом. Руководили строительством В.Тёркин и Ю.Бутылкин из Мышкинского Дома ремёсел. Бригада плотников из д. Ульяниха изготовила срубы и к июню 1999 года установила «восьмерики» на здания церкви и колокольни. В этих работах приняли участие плотники И. А. Кузнецов, С. П. Белоус, Н. Н. Соколов, В.Петров во главе с бригадиром А. П. Кузнецовым. Летом этого же года была поставлена стропильная система с обрешёткой для крыши, а осенью покрыта крыша на церковном здании. В 2001 году брейтовские плотники В. Д. Виноградов и его сын Алексей обшили сруб церкви деревянной вагонкой. Крышу храма увенчали изящными главками с крестами. Резной иконостас изготовил В.Гаврилов. Часовня построена В.Гридневым с сыновьями. Три колокола общей массой 150 кг отлиты мастерами города Тутаева под руководством Н. А. Шувалова. Расходы оплатил уроженец села Брейтово Анатолий Александрович Баракин. Купола и крыльцо также выполнили тутаевские мастера.

## История названия церкви
Одна семья подарила новому храму икону больших размеров, состоящую из четырёх частей. Одна часть называлась «Всех скорбящих радосте». В годы советской власти икона была спрятана в доме Марии Павловны. Дети и внуки не знали об этом. После смерти женщины 20 лет икона хранилась у её дочери. Внучка Марии Павловны подарила семейную реликвию церкви. В честь иконы Божией Матери «Всех скорбящих радосте» и был назван Брейтовский храм.

## Открытие храма
Первые молебны начали служить в 1998 году — с начала основания Церкви. Тогда же был освящен фундамент будущей Церкви иереем Георгием Филимоновым. А 6 июня 2002 года состоялось Освящение Престола архиепископом Ярославским и Ростовским Кириллом. Многие брейтовцы и жители района принесли в церковь свои иконы.

## Гибель «Всех скорбящих Радосте»
29 октября 2005 года в селе Брейтово Ярославской области сгорела деревянная церковь во имя Иконы «Всех скорбящих радосте». Сигнал о возгорании поступил в местную пожарную часть в 12 часов 50 минут. На место прибыли две пожарные машины, однако сразу же пожарные попросили подкрепление. К церкви, которая горела открытым огнём, подъехали две автоцистерны. Но пожарным не удалось справиться с огнём. Поблизости не было пожарного водоема, река Сить находится в 1200 метрах от храма.
В настоящее время церковь восстанавливается.